# Mizuno (công ty)

Giày chạy địa hình Mizuno Wave Ibuki 2

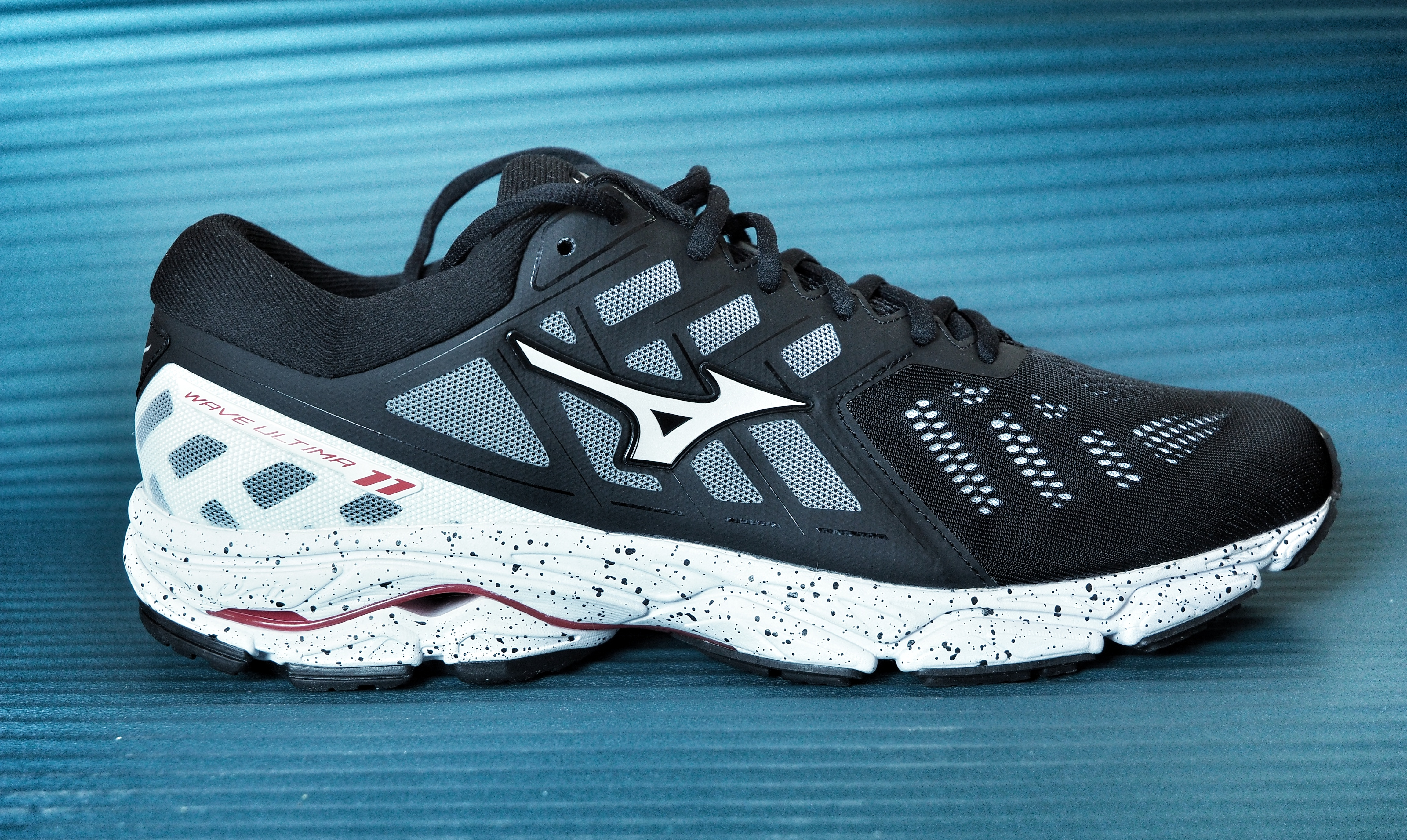
Giày chạy bộ Mizuno Wave Ultima 11

Mizuno Corporation (ミズノ株式会社, 美津濃株式会社 Mizuno Kabushiki-gaisha) (TYO: 8022 ) là một công ty về dụng cụ và đồ thể thao, thành lập ở Osaka vào năm 1906 bởi Rihachi Mizuno. Ngày nay, Mizuno là một công ty toàn cầu, chuyên sản xuất và cung cấp đa dạng các sản phẩm dụng cụ và đồ thể thao dành cho các môn như golf, tennis, bóng chày, bóng chuyền bóng, bóng đá, chạy bộ, bóng bầu dục, trượt tuyết, xe đạp, judo, bóng bàn, cầu, quyền anh, bơi lội và điền kinh.

## Lịch sử
Mizuno được thành lập vào năm 1906 với tên gọi Mizuno Brothers, Ltd. bởi Rihachi Mizuno và em trai ông là Rizo, tại Osaka. Cửa hàng bán đồ lặt vặt của phương Tây, bao gồm cả bóng chày, và sau đó vào năm 1907 bắt đầu bán quần áo thể thao theo đơn đặt hàng. Năm 1910, cửa hàng chuyển đến Umeda-Shinmichi và đổi tên thành Cửa hàng Mizuno. Năm 1913 công ty bắt đầu sản xuất bóng chày và găng tay. Năm 1933, Mizuno giới thiệu Star Line, câu lạc bộ chơi golf đầu tiên do Nhật Bản sản xuất. Đến năm 1935, phòng trưng bày câu lạc bộ chơi gôn của nó là lớn nhất thế giới. Năm 1941, tên công ty được đổi thành Mizuno Co., Ltd và vẫn giữ nguyên kể từ đó. Trong Thế chiến II, Mizuno đã sản xuất vũ khí quân sự cho nỗ lực chiến tranh của Nhật Bản.
Nhà máy đầu tiên của Mỹ được thành lập tại Los Angeles, dưới tên American Mizuno vào năm 1961. Trong những năm tiếp theo, Mizuno đã ký hợp đồng tài trợ với một số nhân vật nổi bật nhất trong thể thao, chẳng hạn như vận động viên điền kinh Carl Lewis , đội bóng bầu dục All Blacks đội, cựu tiền vệ của San Francisco 49ers Joe Montana, trong phần lớn thời gian của anh ấy ở NFL, đội bóng bầu dục Manu Samoa, vận động viên quần vợt người Séc Ivan Lendl, và vận động viên chơi gôn Nick Faldo và cầu thủ bóng chày thành viên Đại sảnh Danh vọng quốc gia Mỹ Ricky Henderson.
Để có chỗ đứng trên thị trường găng tay bóng chày ở Hoa Kỳ, "Xưởng bóng chày Mizuno" di động đã được giới thiệu vào cuối những năm 1970 để phục vụ các câu lạc bộ Major League Baseball trong đợt tập huấn mùa xuân ở Arizona và Florida. Chiếc xe tải dài 40 foot (12 m) chứa nhiều thiết bị gia công đồ da, do hai thợ thủ công lành nghề người Nhật Bản vận hành, để sản xuất găng tay theo đơn đặt hàng và sửa chữa găng của tất cả các nhãn hiệu.
Công ty cũng mở rộng các trung tâm hoạt động, mở các nhà máy mới ở Đức, Pháp, Trung Quốc, Scotland và Hồng Kông.

## Máy bay
Để kỷ niệm 30 năm thành lập công ty, công ty bắt đầu sản xuất máy bay vào năm 1936. Trong số những nỗ lực thiết kế quân sự của công ty có Mizuno Shinryu, một máy bay đánh chặn chạy bằng tên lửa được đề xuất không bao giờ rời khỏi giai đoạn tạo mẫu và Mizuno MXZ1, một tàu lượn huấn luyện.

## Golf
Mizuno là nhà sản xuất gậy và phụ kiện chơi golf. Tiger Woods đã sử dụng gậy chơi gôn Mizuno cho đến khi anh ấy ký hợp đồng với Titleist và chuyển sang chơi chuyên nghiệp vào năm 1996, nhưng vẫn tiếp tục chơi với gậy Mizuno trong năm rưỡi chuyên nghiệp đầu tiên của mình trong khi chờ đợi bộ gậy lý tưởng của mình từ Titleist; đáng chú ý, anh ấy đã giành được chiến thắng đầu tiên tại Giải đấu Masters vào năm 1997 với các câu lạc bộ Mizuno của mình. Những người chơi khác đã chơi bằng thiết bị Mizuno trong sự nghiệp của họ, bao gồm 13 trong số 24 người chơi đã từng giữ vị trí số 1 của nam (tính đến năm 2022).